# XIII Brygada Piechoty (II RP)
XIII Brygada Piechoty (XIII BP) – brygada piechoty Wojska Polskiego II RP.

## Historia brygady
XIII BP została sformowana w maju 1919 roku, w garnizonie Piotrków, na obszarze Okręgu Generalnego „Kielce”, w składzie 7 Dywizji Piechoty. Na stanowisko dowódcy brygady został wyznaczony pułkownik Edward Doroszewski.
W październiku – listopadzie 1921 roku dowództwo XIII BP przeformowane zostało w dowództwo piechoty dywizyjnej nowo powstałej 28 Dywizji Piechoty i dyslokowane do Warszawy. 25 pułk piechoty podporządkowany został bezpośrednio dowódcy 7 DP, natomiast 26 pułk piechoty – dowódcy 5 Dywizji Piechoty. Reorganizacja 7 DP przeprowadzona została na terenie ówczesnego Okręgu Generalnego „Kielce”.

## Dowódcy brygady
- płk piech. Edward Doroszewski (15 V[1] – 20 XII 1919 → dowódca XXVI BP[2])
- płk piech. Karol Stanisław Schubert[3] (od 3 II 1920)
- płk Emanuel Robert Herman (III – 15 VI 1920)
- płk Michał Zienkiewicz (p.o. 15 VI – VII 1920)
- ppłk piech. tyt. płk Wacław Jan Przeździecki (VII – VIII 1920)
- płk Emanuel Robert Herman (VIII – IX 1920)
- płk Józef Olszyna-Wilczyński (IX 1920 – 12 IX 1921[4])

## Organizacja brygady
- dowództwo XIII Brygady Piechoty[3]
- 25 pułk piechoty
- 26 pułk piechoty